# Paraplanaria dactyligera
Paraplanaria dactyligera is een platworm (Platyhelminthes). De worm is tweeslachtig. De soort leeft in of nabij zoet water.
Het geslacht Paraplanaria, waarin de platworm wordt geplaatst, wordt tot de familie Planariidae gerekend. De wetenschappelijke naam van de soort werd, als Planaria dactyligera, voor het eerst geldig gepubliceerd in 1935 door Roman Kenk.